# Sarothrura insularis
Sarothrura insularis е вид птица от семейство Sarothruridae.

## Разпространение
Видът е разпространен в Мадагаскар.